# BK Kralupy nad Vltavou Junior
BK Kralupy nad Vltavou Junior (celým názvem: Basketbalový klub Kralupy nad Vltavou Junior) je český basketbalový klub, který sídlí v Kralupech nad Vltavou ve Středočeském kraji. Založen byl v roce 1960 jako součást Tělovýchovné jednoty Lokomotiva Kralupy. Od sezóny 2018/19 hraje mužský oddíl ve čtvrté nejvyšší soutěži. Ženský oddíl působí na téže úrovní od sezóny 2019/20. Své domácí zápasy odehrávají všechny oddíly ve sportovní hale Kralupy nad Vltavou s kapacitou 400 diváků. Klubové barvy jsou modrá a bílá.
Největších úspěchů klub prožíval v devadesátých letech, kdy bylo jeho ženské družstvo jedním z nejlepších v republice. Stříbrná medaile ze sezóny 1997/98 byla nejlepším umístěním družstva v historii. Na mezinárodní scéně se ženy dvakrát zúčastnily slavného Poháru Ronchettiové, ve kterém v obou případech došly až do šestnáctifinále.

## Historické názvy
Zdroj:
- 1960 – TJ Lokomotiva Kralupy nad Vltavou (Tělovýchovná jednota Lokomotiva Kralupy nad Vltavou)
- 1996 – BK Kaučuk Kralupy nad Vltavou (Basketbalový klub Kaučuk Kralupy nad Vltavou)
- 2000 – BK Kralupy nad Vltavou Junior (Basketbalový klub Kralupy nad Vltavou Junior)

## Umístění v jednotlivých sezonách

### Umístění mužů
Stručný přehled
Zdroj:
- 2017–2018: Středočeský krajský přebor (5. ligová úroveň v České republice)
- 2018– : Středočeská liga (4. ligová úroveň v České republice)

Jednotlivé ročníky
Zdroj:
Legenda: ZČ - základní část, červené podbarvení - sestup, zelené podbarvení - postup, fialové podbarvení - reorganizace, změna skupiny či soutěže
| Česko (2017 – ) |                            |           |          |                                       |          |
| Sezóny          | Soutěž                     | Úroveň    | ZČ       | Play-off, nadstavba, sk. o udržení... | Poznámky |
| 2017/18         | Středočeský krajský přebor | 5. úroveň | 1. místo |                                       | Postup   |
| 2018/19         | Středočeská liga           | 4. úroveň | 7. místo | Čtvrtfinále                           |          |
| 2019/20         | Středočeská liga           | 4. úroveň |          |                                       |          |

### Umístění žen
Stručný přehled
Zdroj:
- 1996–2000: 1. liga (1. ligová úroveň v České republice)
- 2003–2004: 3. liga – sk. A (3. ligová úroveň v České republice)
- 2004–2005: 2. liga (2. ligová úroveň v České republice)
- 2005–2006: 3. liga – sk. A (3. ligová úroveň v České republice)
- 2006–2007: 2. liga (2. ligová úroveň v České republice)
- 2007–2017: 1. liga (2. ligová úroveň v České republice)
- 2017–2018: 2. liga – sk. B (3. ligová úroveň v České republice)
- 2018–2019: bez soutěže
- 2019– : Středočeská liga (4. ligová úroveň v České republice)

Jednotlivé ročníky
Zdroj:
Legenda: ZČ - základní část, červené podbarvení - sestup, zelené podbarvení - postup, fialové podbarvení - reorganizace, změna skupiny či soutěže
| Česko (1996 – ) |                                              |                                              |                                              |                                              |                                              |                                              |                                              |                                              |                                              |                                              |                                              |
| Sezóny          | Soutěž                                       | Úroveň                                       | ZČ                                           | Play-off, nadstavba, sk. o udržení...        | Poznámky                                     |                                              |                                              |                                              |                                              |                                              |                                              |
| 1996/97         | 1. liga                                      | 1. úroveň                                    | ?. místo                                     | Zápas o 3. místo (výhra)                     |                                              |                                              |                                              |                                              |                                              |                                              |                                              |
| 1997/98         | 1. liga                                      | 1. úroveň                                    | 2. místo                                     | Finále                                       |                                              |                                              |                                              |                                              |                                              |                                              |                                              |
| 1998/99         | 1. liga                                      | 1. úroveň                                    | 4. místo                                     | Zápas o 3. místo (prohra)                    |                                              |                                              |                                              |                                              |                                              |                                              |                                              |
| 1999/00         | 1. liga                                      | 1. úroveň                                    | 6. místo                                     |                                              | Sestup                                       |                                              |                                              |                                              |                                              |                                              |                                              |
| ...             |                                              |                                              |                                              |                                              |                                              |                                              |                                              |                                              |                                              |                                              |                                              |
| 2003/04         | 3. liga – sk. A                              | 3. úroveň                                    | 2. místo                                     | Finálová skupina (1. místo)                  | Postup                                       |                                              |                                              |                                              |                                              |                                              |                                              |
| 2004/05         | 2. liga                                      | 2. úroveň                                    | 10. místo                                    | Play-out (5. místo)                          | Sestup                                       |                                              |                                              |                                              |                                              |                                              |                                              |
| 2005/06         | 3. liga – sk. A                              | 3. úroveň                                    | 1. místo                                     | Finálová skupina (1. místo)                  | Postup                                       |                                              |                                              |                                              |                                              |                                              |                                              |
| 2006/07         | 2. liga                                      | 2. úroveň                                    | 5. místo                                     | Finálová skupina (4. místo)                  | Reorganizace                                 |                                              |                                              |                                              |                                              |                                              |                                              |
| 2007/08         | 1. liga                                      | 2. úroveň                                    | 3. místo                                     | Finálová skupina (3. místo)                  |                                              |                                              |                                              |                                              |                                              |                                              |                                              |
| 2008/09         | 1. liga                                      | 2. úroveň                                    | 2. místo                                     | Čtvrtfinále                                  |                                              |                                              |                                              |                                              |                                              |                                              |                                              |
| 2009/10         | 1. liga                                      | 2. úroveň                                    | 2. místo                                     | Finále (prohra)                              |                                              |                                              |                                              |                                              |                                              |                                              |                                              |
| 2010/11         | 1. liga                                      | 2. úroveň                                    | 3. místo                                     | Semifinále                                   |                                              |                                              |                                              |                                              |                                              |                                              |                                              |
| 2011/12         | 1. liga                                      | 2. úroveň                                    | 1. místo                                     | Semifinále                                   |                                              |                                              |                                              |                                              |                                              |                                              |                                              |
| 2012/13         | 1. liga                                      | 2. úroveň                                    | 6. místo                                     | Čtvrtfinále                                  |                                              |                                              |                                              |                                              |                                              |                                              |                                              |
| 2013/14         | 1. liga                                      | 2. úroveň                                    | 5. místo                                     | Čtvrtfinále                                  |                                              |                                              |                                              |                                              |                                              |                                              |                                              |
| 2014/15         | 1. liga                                      | 2. úroveň                                    | 7. místo                                     | Čtvrtfinále                                  |                                              |                                              |                                              |                                              |                                              |                                              |                                              |
| 2015/16         | 1. liga                                      | 2. úroveň                                    | 8. místo                                     | Čtvrtfinále                                  |                                              |                                              |                                              |                                              |                                              |                                              |                                              |
| 2016/17         | 1. liga                                      | 2. úroveň                                    | 5. místo                                     | Čtvrtfinále                                  | Vyloučení z důvodů porušení stanov soutěže   |                                              |                                              |                                              |                                              |                                              |                                              |
| 2017/18         | 2. liga – sk. B                              | 3. úroveň                                    | 2. místo                                     | Finálová skupina (6. místo)                  | Po sezóně zánik družstva žen                 |                                              |                                              |                                              |                                              |                                              |                                              |
| 2018/19         | V sezóně 2018/19 byl ženský oddíl neaktivní. | V sezóně 2018/19 byl ženský oddíl neaktivní. | V sezóně 2018/19 byl ženský oddíl neaktivní. | V sezóně 2018/19 byl ženský oddíl neaktivní. | V sezóně 2018/19 byl ženský oddíl neaktivní. | V sezóně 2018/19 byl ženský oddíl neaktivní. | V sezóně 2018/19 byl ženský oddíl neaktivní. | V sezóně 2018/19 byl ženský oddíl neaktivní. | V sezóně 2018/19 byl ženský oddíl neaktivní. | V sezóně 2018/19 byl ženský oddíl neaktivní. | V sezóně 2018/19 byl ženský oddíl neaktivní. |
| 2019/20         | Středočeská liga                             | 4. úroveň                                    |                                              |                                              |                                              |                                              |                                              |                                              |                                              |                                              |                                              |

## Účast v mezinárodních pohárech
Zdroj:
| Výkonnostní úrovně                                                              |
| superpohár – Superpohár v basketbalu žen                                        |
| 1. výkonnostní úroveň – Pohár mistrů evropských zemí, Euroliga v basketbalu žen |
| 2. výkonnostní úroveň – Pohár Ronchettiové, EuroCup v basketbalu žen            |

Legenda: EL - Euroliga v basketbalu žen, PMEZ - Pohár mistrů evropských zemí, EC - EuroCup v basketbalu žen, SP - Superpohár v basketbalu žen, PR - Pohár Ronchettiové
- PR 1997/98 – Šestnáctifinále
- PR 1998/99 – Šestnáctifinále